# Apartamentos Borgia

Detalle de la Resurrección, de Pinturicchio, con el retrato del papa Alejandro VI.

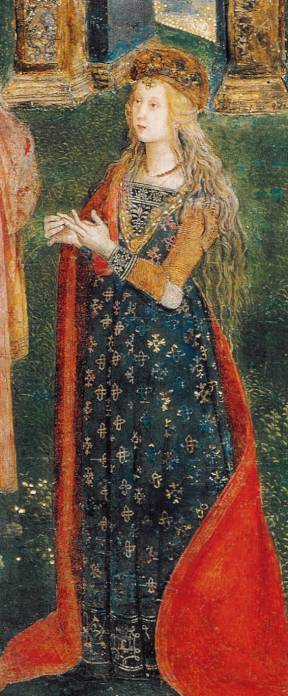
Lucrecia Borgia como Santa Catalina de Alejandría en un fresco de Pinturicchio, en la Sala dei Santi de los Apartamentos Borgia.

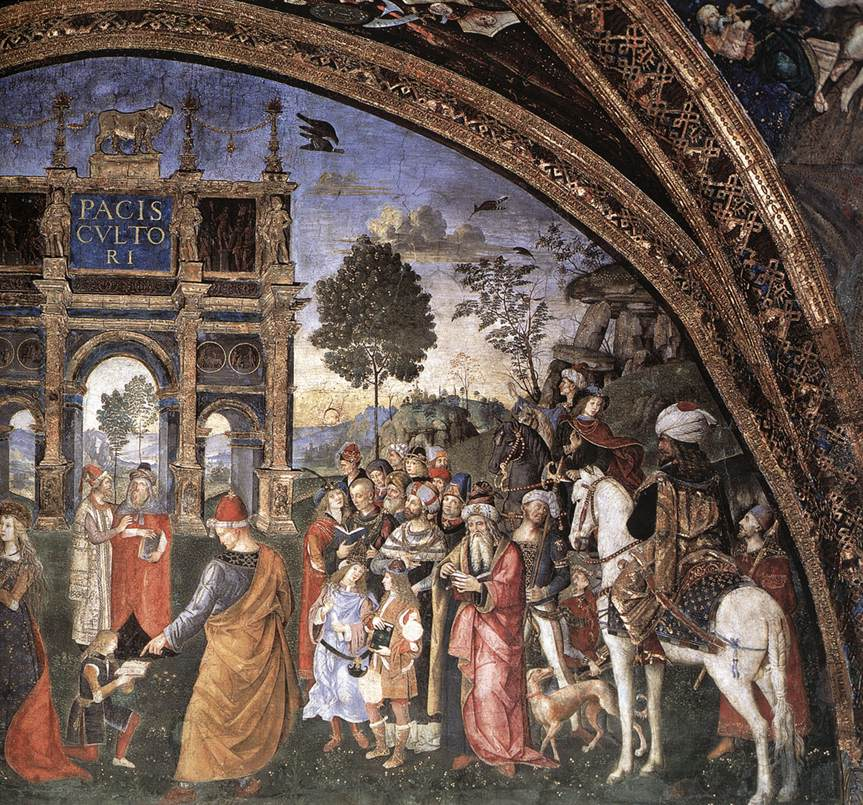
Fresco de Pinturicchio Disputa de Santa Catalina, en los Apartamentos Borgia. La figura masculina montado en un caballo en el extremo derecho del fresco puede ser una pintura de Juan de Borja y Cattanei.

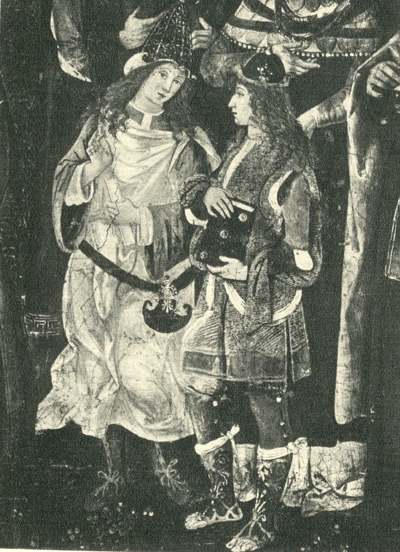
Sancha de Aragón y Gazela y Jofré Borgia en el fresco de Pinturicchio Disputa de Santa Catalina, en los Apartamentos Borgia.

Los Apartamentos Borgia o Aposentos Borgia son un  conjunto de seis salas en el Palacio Apostólico Vaticano, que a fines del siglo XV fueron destinadas por el papa Alejandro VI (Rodrigo de Borja o Borgia) para uso propio. Habiendo encargado, al pintor italiano Bernardino di Betto di Biagio (Pinturicchio o Pintoricchio) y sus ayudantes, la decoración de sus estancias con pinturas y frescos.
Las pinturas y frescos fueron confeccionados entre 1492 y 1494.
Una depuración del fresco de Pinturicchio llamado "La Resurrección" en la pared de la Sala de los Misterios de la Fe, ha permitido recientemente descubrir, en él, una escena que se considera sea la primera representación europea conocida de los indígenas americanos, pintada apenas dos años después de que Cristóbal Colón retornara a Europa desde el Nuevo Mundo.

## Pinturas y frescos
Las obras en los Apartamentos Borgia actualmente se consideran parte de la Biblioteca Vaticana.
La parte superior de las paredes y bóvedas además de estar cubiertas con pinturas, están enriquecidas por delicados estucos de trabajo en relieve.
Los temas principales de las cinco salas plasmadas por Pinturicchio son:
- La Anunciación, la Natividad, los Reyes Magos, y la Resurrección de Jesús.
- Escenas de la vida de santa Catalina de Alejandría, san Antonio de Padua y otros santos.
- Figuras simbólicas de la música, la aritmética, geometría sagrada y análogas.
- Cuatro figuras de medio cuerpo, con exquisitos arabescos.
- Las formas de los planetas, las ocupaciones de los diferentes meses, y otros temas.

Una sexta sala fue repintada por Pietro Bonaccorsi (Perin del Vaga).

## Salas
Los Apartamentos Borgia comprenden:
- La Sala de las Sibilas.
- La Sala de las Artes Liberales.
- La Sala de la Vida de los Santos.
- La Sala de los Misterios de la Fe.
- La Sala de los Pontífices.
- La Sala del Credo.

El historiador británico Marc Phillips menciona de estas salas lo siguiente:

"Es posible que no haya en Roma otro lugar donde uno se sienta transportado al corazón mismo de la vida del Renacimiento, como en esas habitaciones. Durante el recorrido, cuando, en esa larga serie de aposentos, el silencio sólo es quebrado por el ruido del agua que cae de la fuente situada en el centro del patio, se presenta al espíritu la presencia de quienes han vivido aquí. Aquí es donde la luz jugó en la cabellera rubia de Lucrecia, donde el famoso pontífice paseó sus vestiduras de brocado, donde César Borgia mostró sus armaduras doradas... "

## Abandono
Debido a que los aposentos estaban íntimamente vinculados con la  familia Borgia -odiada por sus enemigos, entre ellos su sucesor papa Julio II-, fueron abandonados en 1503, después del fallecimiento del papa Alejandro VI.

## Su uso en tiempos modernos
En 1889 el papa León XIII reabrió los apartamentos reacondicionados y accesibles al público.
La mayoría de las salas son actualmente utilizadas para albergar la Colección de Arte Religioso Moderno, inaugurada por el papa Pablo VI en 1973.
La colección incluye cerca de 600 atesoradas obras de pintura, escultura y artes gráficas, donadas por artistas contemporáneos italianos y extranjeros. Contando con obras de Paul Gauguin, Marc Chagall, Paul Klee, Salvador Dalí y Vasili Kandinsky.